# Parataracticus melanderi
Parataracticus melanderi là một loài ruồi trong họ Asilidae. Parataracticus melanderi được Wilcox miêu tả năm 1967. Loài này phân bố ở vùng Tân Bắc giới.